# N746 (België)
De N746 is een gewestweg in de Belgische provincie Limburg. De weg verbindt de N73 in Leopoldsburg met de Nederlandse grens bij Lommel. De lengte van de N746 bedraagt 18 kilometer.

## Plaatsen langs de N746
- Leopoldsburg
- Kerkhoven
- Kattenbos
- Lommel